# مارسل رویز
مارسل رویز پرز (به اسپانیایی: Marcel Ruiz Pérez) بازیگر پورتوریکوی است که به علت بازی در نقش الکس آلوارز در سریال نتفلیکس یک روز در زمان و جان اسمیت در فیلم خط‌شکنی در سال ۲۰۱۹ شناخته می‌شود.

## حرفه
رویز در پورتوریکو زاده شد. او در سنین پایین کار خود را با بازیگری در تبلیغات شروع کرد. وی نه سالگی به لس آنجلس نقل مکان کرد. از سال ۲۰۱۷ تا ۲۰۱۹، او در سریال یک روز در یک زمان از نتفلیکس در نقش الکس آلوارز بازی کرد. در سال ۲۰۱۹، او با بازی در خط‌شکنی، یک فیلم درام و داستان واقعی، بازیگر نقش جان اسمیت بود. او عاشق ورزش‌هایی مثل بسکتبال و فوتبال است.
مجله ورایتی از او به عنوان یکی از "۱۰ لاتینکس مورد توجه در سال ۲۰۱۹" نام برد.

## فیلم‌شناسی
| سال                | عنوان                        | نقش                    | یادداشت        |
| ------------------ | ---------------------------- | ---------------------- | -------------- |
| ۲۰۱۶               | De Puerto Rico para el Mundo | خودش                   | مستند تلویزیون |
| ۲۰۱۷               | بارش برف                     | پاپای                  | ۲ قسمت         |
| ۲۰۱۷ - در حال حاضر | یک روز در یک زمان            | الخاندرو "الکس" آلوارز | نقش اصلی       |
| ۲۰۱۹               | خط‌شکنی                       | جان اسمیت              | اولین فیلم     |

## جوایز و نامزدها
| سال  | جایزه                  | دسته‌بندی                   | اثر               | نتیجه    |
| ---- | ---------------------- | -------------------------- | ----------------- | -------- |
| ۲۰۱۷ | جایزه ایمیجن           | بهترین بازیگر جوان         | یک روز در یک زمان | برنده    |
| ۲۰۱۸ | جایزه ایمیجن           | بهترین بازیگر جوان         | یک روز در یک زمان | نامزدشده |
| ۲۰۱۹ | جوایز برگزیده نوجوانان | منتخب بازیگر کمدی تلویزیون | یک روز در یک زمان | نامزدشده |